# Ana María Cialdella
Ana María Cialdella (n. 1956) es una botánica y taxónoma argentina. Cialdella obtiene su doctorado en Botánica en 1986. Ha desarrollado actividad científica en el "Departamento de Botánica", del Instituto de Botánica Darwinion, CONICET-ANCEFN. Además desarrolla la carrera de investigadora en el CONICET. Y es profesora subtitular en la Cátedra de Botánica, en la Facultad de Ciencias Agrarias, de la Universidad Católica Argentina.
Perteneció a la "Comisión redactora científica" de la prestigiosa revista "Darwiniana".

## Publicaciones
Selección de algunas publicaciones realizadas por Cialdellaː
- Cialdella, a.m., o. Morrone, f.o. Zuloaga. 1995. Revisión de las especies del género Paspalum (Poaceae: Panicoideae: Paniceae), Grupo Bonplandiana. Darwiniana 33: 67- 95

- ----------------. 1996. Cialdella, A. M. 1996. Tribu II. Acacieae Benth., nom. cons. Flora del Valle de Lerma, Aportes Botánicos de Salta, Ser. Flora 4 (12): 1-27.

- ----------------, Vega, a.s. 1996. Estudios sobre la variación estructural de las espiguillas en géneros de la tribu Paniceae (Poaceae). Darwiniana 34: 173-182

- Fortunato, r.h., Cialdella, a.m. 1996. Una especie nueva del género Acacia (Acacieae, Mimosoideae, Fabaceae) para el Chaco boliviano-paraguayo: A. emilioana Fortunato et Ciald. Discusión sobre su ubicación infragenérica.

- ----------------, ----------------. 1996. En Spichiger y Ramella. Contribución al estudio de la flora y vegetación del Chaco. X. Candollea 51: 215-224

- Cialdella, a.m., Arriaga, m. 1998. Revisión de las especies sudamericanas del género Piptochaetium (Poaceae: Stipeae). Darwiniana 36(1-4): 107-157

- ----------------. 2001. Lectotipificaciones y sinónimos nuevos en la familia Polygonaceae para la flora del Paraguay. Notulae ad Florum Paraguaiensen 83, Candollea 56: 117-122

- ----------------, Brandbyge, j. 2001. Polygonaceae, en Spichiger, R. & Ramella, L. (eds.), Flora del Paraguay 33: 1-106

- Casiva, p., b.o. Saidman, j.c. Vilardi, a.m. Cialdella. 2002. First comparative phenetic studies of Argentinean species of Acacia (Fabaceae), using morphometric, isozymal, and RAPD approaches. Amer. J. Bot. 89: 843-853

- ------------, Pometti, c., Vilardi, j. Cialdella, a.m., b. Saidman. 2002. "Estructura poblacional y sistema de apareamiento en Acacia aroma y A. macracantha (Fabaceae). Aportes para la interpretación de sus relaciones". XXXI Congreso Argentino de Genética. 17 al 20 de septiembre de 2002. Ciudad de La Plata, pcia. de Buenos Aires. Argentina. J. of Basic and Applied Genetics 2 (15): 139. 2002

- ------------, j.c. Vilardi, a.m. Cialdella, b.o. Saidman. 2004. Mating system and population structure of Acacia aroma and A. macracantha (Fabaceae). Am. J. of Botany 91(1): 58-64

- Cialdella, ana m., Giussani l.m., Aagensen l., Morrone o. 2005. Análisis filogenético de Piptochaetium J.Presl. (Poaceae: Pooideae:Stipeae) y géneros afines. XXX Jornadas Argentinas de Botánica. Rosario. 7-10 noviembre

- ----------------, ----------------, ----------------, Zuloaga, f.o., Morrone, o. 2005. Análisis filogenético de Piptochaetium J.Presl. (Poaceae: Pooideaea: Stipeaea) y géneros afines. XXX Jornadas Argentinas de Botánica, Rosario, Argentina, 6-10 de noviembre de 2005

- Hames k., Barber j.c., Cialdella a.m., Giussani l.m. 2005. Phylogenetic Relationships of the Genus Piptochaetium: Evidence from ITS Data. Annual meeting of the Am. Soc. of Plant Taxonomy: Botany 2005, Learning from Plants. Austin, Texas USA. Agosto 2005

- Cialdella, a.m., Morrone, o., f.o. Zuloaga. 2006. Revisión de las especies de Axonopus (Poaceae: Panicoideae: Paniceae), serie Suffulti. Ann. of the Missouri Botanical Garden 93: 592-633. Missouri Botanical Garden, Saint Louis. Missouri, EE.UU. ISSN 0026-6493

- Kiesling, roberto, Albesiano h., adriana sofia Aagesen, Cialdella, ana m. 2006. “El género Wigginsia (Cactaceae), un caso interesante de distribución disyunta”. IX Congreso Latinamericano de Botánica, Simposio "Estudios transdiciplinarios en Cactaceas", Colombia, 18-25 de junio de 2006

- Cialdella ana m., l.m. Giussani, l. Aagensen, f.o. Zuloaga, o. Morrone. 2007. A phylogeny of Piptochaetium (Poaceae: Pooideae: Stipeae) and related genera based on a combined analysis, including trnL-F, rpl16 and morphology. Systematic Botany 32(3): 545 - 559. ISSN 0363-6445

- Pometti, c.l., a.m. Cialdella, j.c Vilardi, b.o. Saidman. 2007. Morphometric analysis of varieties of Acacia caven (Leguminosae, Mimosoideae): taxonomic inferences in the context of other Argentinean species. Plant Systematics and Evolution 264: 239-249. ISSN 0378-2697

- ------------, j.c. Vilardi, ana m. Cialdella, beatriz o. Saidman. 2009. Genetic diversity among the six varieties of Acacia caven (Leguminosae, Mimosoideae) evaluated at the molecular and phenotypic levels. Plant Syst. Evol. doi 10.1007/s00606-009-0244-y

- Barber j.c., k.a. Hames, a.m. Cialdella, l.m. Giussani, o. Morrone. 2009. Phylogenetic relationships of Piptochaetium J.Presl (Poaceae: Stipeae) and related genera reconstructed from nuclear and chloroplast sequence datasets. Taxon 58: 375-380. ISSN 0040-0262

- Cialdella, ana m., diego l. Salariato, lone Aagesen, liliana m. Giussani, f.o. Zuloaga, o. Morrone. 2010. Phylogeny of New World Stipeae (Poaceae): an evaluation of the monophyly of Aciachne and Amelichloa. Cladistics (print). San Diego (California): Academic Press, Willi Hennig Society: Willi Hennig Society, 2010. ISSN 0748-3007

- Pometti, Carolina L., Juan C. Vilardi, Ana M. Cialdella y Beatriz O. Saidman. Genetic diversity among the six varieties of Acacia caven (Leguminosae, Mimosoideae) evaluated at the molecular and phenotypic levels. Plant Syst. Evol. 284(3-4): 187-199. 2010.

- Cialdella, Ana M. Novedades nomenclaturales en la tribu Stipeae (Poaceae, Pooideae) para la flora argentina. Darwiniana 48(2): 168-174. 2010.

- Cialdella, Ana M. y Fernando O. Zuloaga. A taxonomic study of the genus Gymnopogon (Poaceae: Chloridoideae: Cynodonteae). Annals of the Missouri Botanical Garden 98(3): 301-330. 2011.

- Cialdella, A. M., Muñoz, M. & Morrone, O. Sinopsis de las especies austro-americanas del género Nassella (Stipeae, Pooideae, Poaceae). Darwiniana nueva serie 1(1): 76-161. 2013.

- Cialdella, A. M., Sede, S. M. Sede, Romaschenko, K., Peterson, P. M., Soreng, R. J., Zuloaga, F. O., & Morrone, O. Phylogeny of Nassella (Stipeae, Pooideae, Poaceae) Based on Analyses of Plastid and Nuclear Ribosomal DNA, and Morphology. Systematic Botany 39(3): 814-828. 2014.
- Barkworth, M. E., Cialdella, A. M. & Gandhi, K. Piptochaetium fuscum (Nees ex Steud.) Barkworth, Ciald.,& Gandhi, a new combination replacing Piptochaetium setosum (Trin.) Arechav. PhytoKeys 35: 17–22. 2014. doi: 10.3897/ phytokeys.35.6622

- Sclovich, S. E., Giussani, L. M., Cialdella, A. M. & Sede, S. Phylogenetic analysis of Jarava (Poaceae, Pooideae, Stipeae) and related genera: testing the value of the awn indumentums in the circumscription of Jarava. Plant Syst. Evol. 301: 1625-1641. 2015.

- Pometti C. L., Bessega C. F.,Vilardi J. C., Cialdella A. M., Saidman B. O. Genetic diversity within and among two Argentinean and one Mexican species of Acacia (Fabaceae). Bot. J. Linnean Soc. 177: 593-606. 2015.

- Acosta, J. M., Salariato, D. L. & Cialdella, A. M. Molecular Phylogeny and Morphological Analysis of Tetraglochin (Rosaceae: Rosoideae: Sanguisorbeae) and Recognition of the New Species T. andina. Syst. Bot. 41(4): pp. 839–850. 2016.

- Cialdella, A. M. & Pometti, C. L. Taxonomic revision of the genus Tetraglochin (Rosaceae, Rosoideae) and morphometric analysis of its species. Phytotaxa 296(3): 201-227. 2017.

### Libros
- Kiesling, R. 2009. Monocotiledóneas (excepto Gramíneas), en E. R. Guaglianone & Ana María Cialdella (eds.) Flora de San Juan 4. 435 páginas. Editorial Fundación Universidad Nacional de San Juan.

#### Capítulos de libros
- Cialdella, A. M. Acacia (Leguminosae), en Kiesling & col. (Ed.), Flora de San Juan, República Argentina 1: 259-263. 1994.

- Cialdella, A. M. Polygonaceae (Oxytheca, Chorizanthe, Rumex, Polygonum, Muehlenbeckia), en Kiesling & col. (Ed.).. Flora de San Juan, República Argentina 1: 74-85. 1994. Comprende 15 especies.

- Cialdella, A. M. Leptocoryphium, Melinis, Oplismenus, en Spichiger & Ramella (Ed.), Flora del Paraguay, Gramineae V, Panicoideae: 193-197; 197-199; 202-207 respectivamente. 1994. Cada género comprende 1 especie.

- Cialdella, A. M. Tribu II. Acacieae Benth., nom. cons. Flora del Valle de Lerma, Aportes Botánicos de Salta, Ser. Flora 4 (12): 1-27. 1996. Comprende 10 especies.

- Cialdella, A. M. Acacia. En Hunziker, A. T. (Ed.), Flora Fanerogámica Argentina 35: 3-21. 1997. Comprende 20 especies.

- Cialdella, A. M. Polygonaceae (excepto Ruprechtia). En Hunziker, A. T. (Ed.), Flora Fanerogámica Argentina 43: 1-44. 1997. Comprende 10 géneros y 57 especies.

- Cialdella, A. M. Acacia, en F. Zuloaga & O. Morrone (Ed.), Catálogo de Plantas Vasculares de la Argentina 2, Fabaceae-Zygophyllaceae (Dicotyledoneae). ISBN 0-915279-65-7. Monographs in Systematic Botany, Missouri Bot. Garden 74: 623-627. 1999. Comprende 20 especies.

- Cialdella, A. M. Polygonaceae, en F. Zuloaga & O. Morrone (Ed.), Catálogo de Plantas Vasculares de la Argentina 2, Fabaceae-Zygophyllaceae (Dicotyledoneae). ISBN 0-915279-65-7. Monographs in Systematic Botany, Missouri Bot. Garden 74: 939-947. 1999. Comprende 10 géneros y 56 especies.

- Cialdella, A. M. Anadenanthera, Parapiptadenia, Piptadenia, en F. Zuloaga & O. Morrone (Ed.), Catálogo de Plantas Vasculares de la Argentina 2, Fabaceae-Zygophyllaceae (Dicotyledoneae). ISBN 0-915279-65-7. Monographs in Systematic Botany, Missouri Bot. Garden 74: 641; 712; 718-719 respectivamente. 1999. Anadenanthera y Piptadenia comprenden 1 especie cada uno; Parapiptadenia incluye 2 especies.

- Cialdella, A. M. Anadenanthera, Piptadenia y Parapiptadenia. En Hunziker, A. T. (Ed.), Flora Fanerogámica Argentina 67: 1-10. 2000. Comprende 4 especies.

- Cialdella, A. M. & Brandbyge, J. Polygonaceae, en Spichiger, R. & Ramella, L. (eds.), Flora del Paraguay 33: 1-106. 2001. Comprende 7 géneros y 31 especies.

- Cialdella, A. M. Acacia, en Hurrel, J. A. & Lahitte, H. B. (Eds.), Leguminosas nativas y exóticas (ISBN 950-9725-52-8) : 90-91, 96-109, 124-125, 140-145, 160-161, 172-174.. 320 páginas. Biota Rioplatense 7. 1.ª edición. Editorial L.O.L.A. Noviembre de 2002. Buenos Aires.

- Cialdella, A. M. Parapiptadenia, Anadenanthera. En Hurrel, J. A. & Lahitte, H. B. (Eds.), Leguminosas nativas y exóticas (ISBN 950-9725-52-8): 122-123, 150-151 (Parapiptadenia); 136-137 (Anadenanthera). 320 páginas. Biota Rioplatense 7. 1.ª edición. Editorial L.O.L.A. Noviembre de 2002. Buenos Aires.

- Cialdella, A. M. Leguminosas: Acacia bonariensis, A. cultriformis, A. longifolia, A. podalyriaefolia. En Hurrel, J. A. , Bazzano, D. H. & Delucchi, G. (Eds.). Arbustos 2, Nativos y exóticos (ISBN 950-9725-67-6): 16-21, 150-151. Biota Rioplatense 9. 1.ª edición. Editorial L.O.L.A. Junio de 2004. Buenos Aires.

- Cialdella, A. M. Piptochaetium, Oplismenus, en Molina, A. M. & Rúgolo de Agrasar (Eds.). Flora Chaqueña: Gramíneas. Colecc. Ci. Inst. Nac. Tecnol. Agropecu. 23: 128-136; 533-536 respectivamente. 2006. Piptochaetium incluye 3 especies, Oplismenus 1 especie.

- Zuloaga, F. O., Nicora, E., Rúgolo de Agrasar, Z., Morrone, O., Pensiero, J. & Cialdella, A. M.. Catálogo de la Familia Poaceae en la República Argentina. Monographs in Systematic Botany of the Missouri Botanical Garden 47: 1-178. 1994.

- Cialdella, A. M. Jarava, en F. O. Zuloaga, Z. E. Rúgolo de Agrasar & A. M. Anton (eds.), Flora vascular de la República Argentina, 3(2): 381-399. Córdoba: Gráficamente Ediciones. 2012.

- Cialdella, A. M. Nassella, en F. O. Zuloaga, Z. E. Rúgolo de Agrasar & A. M. Anton (eds.), Flora vascular de la República Argentina, 3(2): 399-452. Córdoba: Gráficamente Ediciones. 2012.

- Cialdella, A. M. Pappostipa en F. O. Zuloaga, Z. E. Rúgolo de Agrasar & A. M. Anton (eds.), Flora vascular de la República Argentina, 3(2): 454-480. Córdoba: Gráficamente Ediciones. 2012.

- Cialdella, A. M. Piptochaetium, en F. O. Zuloaga, Z. E. Rúgolo de Agrasar & A. M. Anton (eds.), Flora vascular de la República Argentina, 3(2): 481-495. Córdoba: Gráficamente Ediciones. 2012.

- Cialdella, A. M. Aciachne, Amelichloa, Anatherostipa, Ortachne, Piptatherum, en F. O. Zuloaga, Z. E. Rúgolo de Agrasar & A. M. Anton (eds.), Flora vascular de la República Argentina, 3(2): 373, 374-377, 377-381, 453-454, 480-481 respectivamente. Córdoba: Gráficamente Ediciones. 2012.

- Cialdella, A. M. Gymnopogon, en F. O. Zuloaga, Z. E. Rúgolo de Agrasar & A. M. Anton (eds.), Flora vascular de la República Argentina, 3(1): 125-131. Córdoba: Gráficamente Ediciones. 2012.

- Pometti, C. L., Vilardi, J C., Cialdella, A. M. & Saidman, B. O. Characterization of the varieties of Acacia caven (Mimosoideae) by means of molecular and morphological markers. V Conferencia Internacional de Leguminosas, VILC: 187-200. Ediciones CICCUS. 2015

- La abreviatura «Ciald.» se emplea para indicar a Ana María Cialdella como autoridad en la descripción y clasificación científica de los vegetales.[2]